# يان موير
يان موير (بالإنجليزية: Ian Moir)‏ هو لاعب دوري الرغبي أسترالي، ولد في 1932، وتوفي في 19 سبتمبر 1990 في نلسون باي ‏ في أستراليا.